# سواك

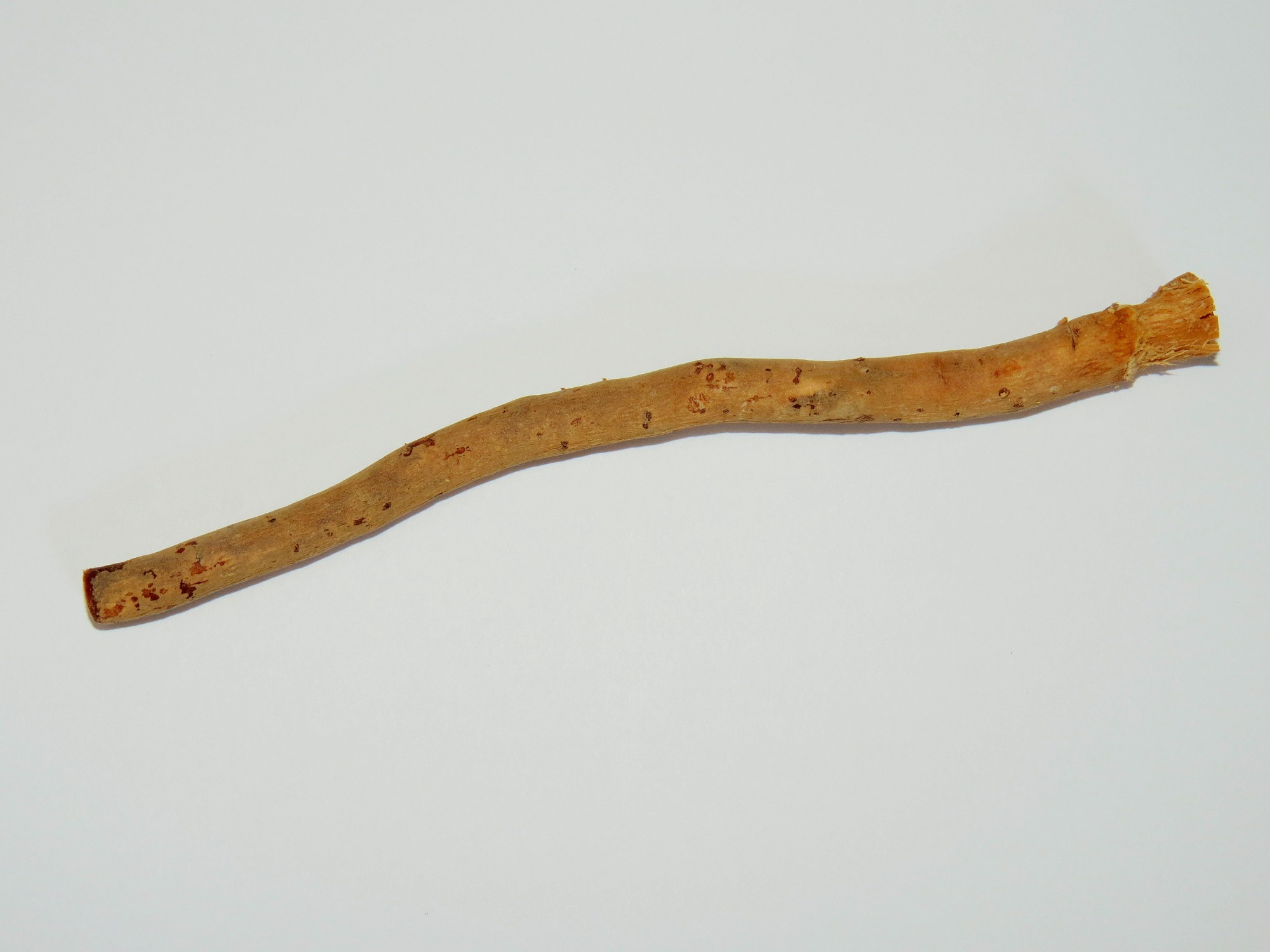
السواك

السِّوَاك (الجمع: أَسْوِكَة وسُوك) أو الـمِسْوَاك (الجمع: مَسَاوِيك) أو مسواك أو أراك هو قطعة خشبية من جذور شجر الأراك (الفصيلة: سلفادورا برسيكا Salvadora persica) وهي شجيرة دائمة الخضرة توجد في منطقة الجزيرة العربية في المملكة العربية السعودية۔ ويحصل على السواك كذلك من شجر الأسحل والبشام والضرو إلا أن سواك من شجرة الأراك هو أفضلها. ويعد السواك في الإسلام بمعنى: الاستياك؛ سنة مؤكدة.

## السواك في الشرع الإسلامي

### تعريف السواك
- كل طاهر خشن، مزيل للقلح وهو من عود الأراك ونحوه، مما يستعمل لتنظيف الفم والأسنان.
- أو بمعنى: «الاستياك»؛ وهو: دلك الفم، وتنظيفه.

تعريف الاستياك
الاستياك لغة: مصدر استاك واستاك: نظف فمه وأسنانه بالسواك، ومثله تسوك. ويقال: ساك فمه بالعود يسوكه سوكا إذا دلكه به.

### أحكام التسوك
- السواك سبب لتطهير الفم، موجب لمرضاة الرب، لحديث عائشة رضوان الله عليها عن رسول الله صلى الله عليه وسلم أنه قال: «السواك مطهرة للفم، مرضاة للرب»[2]
- اتفقت المذاهب الأربعة على أن السواك سنة عند الوضوء، قال الحنفية، والمالكية، وهو رأي للشافعية: الاستياك سنة من سنن الوضوء، لما رواه أبو هريرة عن النبي صلى الله عليه وسلم أنه قال: «لولا أن أشق على أمتي لأمرتهم بالسواك مع كل وضوء» وفي رواية < لفرضت عليهم السواك مع كل وضوء >
- قال الحنابلة، وهو الرأي الأوجه عند الشافعية: السواك سنة خارجة عن الوضوء متقدمة عليه وليست منه، ومدار الحكم عندهم على محله، فمن قال إنه قبل التسمية قال، إنه خارج عن الوضوء، ومن قال بعد التسمية، قال بسنيته للوضوء.[3]
- يستحب الاستياك عند التيمم والغسل [4]
- يتأكد الاستياك عند كل صلاة فرضها ونفلها، وإن سلم من كل ركعتين وقرب الفصل، ولو نسيه سن له قياسا تداركه بفعل قليل، لقوله صلى الله عليه وسلم في الحديث الصحيح «لولا أن أشق على أمتي لأمرتهم بالسواك عند كل صلاة، أو مع كل صلاة».[5]
- ينبغي لقارئ القرآن إذا أراد القراءة أن ينظف فمه بالسواك، ويستحب كذلك عند قراءة حديث أو علم.
- يستحب الاستياك عند سجدة التلاوة، ومحله بعد فراغ القراءة لآية السجدة وقبل الهوي للسجود. وهذا إذا كان خارج الصلاة، أما إذا كان في الصلاة فلا، لانسحاب سواك الصلاة عليها، وكذلك القراءة.
- ويستحب عند ذكر الله، لأن الملائكة تحضر مجالس الذكر، وتتأذى مما يتأذى منه بنو آدم.
- يستحب كذلك الاستياك عند قيام الليل، لما روى حذيفة قال: «كان النبي صلى الله عليه وسلم إذا قام من الليل يشوص فاه بالسواك».[6]

#### أركانه
1. مستاك؛ وهو: الشخص.
2. مستاك فيه؛ وهو: الفم.
3. مستاك به؛ وهو: الآلة.
4. نية؛ لتمييز العادة عن العبادة.

#### مستحباته
1. استعمال الأراك.
2. أن يستاك عرضا.
3. التيامن.
4. غسل السواك وتطييبه.

### خصال الفطرة
| 《عن عائشة قالت : قال رسول الله ﷺ : (عشر من الفطرة؛ قص الشارب، وإعفاء اللحية، والسواك، والمضمضة، والإستنشاق، وقص الأظفار، وغسل البراجم، ونتف الإبط، وحلق العانة، وانتفاض الماء) يعني: "الإستنجاء"》. |
| —سنن ابن ماجة . |

### دليل استحبابه
ومما يدل على استحباب السواك وعدم وجوبه؛ حديث:
| 《عن أبي هريرة أن رسول الله ﷺ قال : "لولا أن أشق على أمتي لأمرتهم بتأخير العشاء وبالسواك عند كل صلاة"》. |
| —شرح النووي على صحيح مسلم .                                                                              |

ويدل على أمرين؛
ما ذكره الشافعي أنه لو كان واجبا؛ لأمرهم به شق أو لم يشق.
1. : أن قوله: «لأمرتهم» به دليل على أنه لم يأمرهم به.

#### تأكيده
| 《عن النبي ﷺ أنه قال : "ما زال جبريل يوصيني بالسواك حتى خشيت أن يفرضه"》. |
| —                                                                         |

وهذا يدل على أنه لم يفرض. ومما يدل على تأكيده حديث:
| 《عن ابن جبير، عن النبي ﷺ أنه قال: "ما زال جبريل يوصيني بالسواك حتى خشيت أن يدردني"》. |
| —                                                                                      |

#### الأمر به
| 《أن قوما دخلوا على النبي ﷺ فرأى في أسنانهم صفرة ، فقال: "ما لي أراكم تدخلون علي قلحا استاكوا"》. |
| —                                                                                                 |

《عن النبي ﷺ أنه قال: «طهروا أفواهكم بالسواك، فإنها مسالك القرآن»》. 
《أن الناس استبطأوا الوحي، فقال النبي ﷺ: «وكيف لا يبطئ وأنتم لا تسوكون أفواهكم، ولا تقلمون أظفاركم، ولا تنقعون براجمكم»》

### الخصوصية
الخصوصية في التشريع الإسلامي؛ يقصد بها اختصاص النبي ﷺ بحكم لا يشمل غيره. ومن أمثلة ذلك: ما هو فرض في حقه، وسنة مؤكدة لأمته. مثل: قيام الليل، والسواك. وقد كان تجديد الوضوء لكل صلاة؛ واجب عليه، ثم خفف الله عليه بالوضوء من الحدث، وبقي السواك مما هو واجب عليه، ومستحب لأمته. وفي الحديث:
| عن عائشة ، أن رسول الله ﷺ قال: 《 ثلاث هن علي فريضة وهي لكم سنة؛ الوتر والسواك وقيام الليل 》 وفي رواية 《 أنه قال : "كتب الوتر علي ولم يكتب عليكم، وكتب الأضحى علي ولم يكتب عليكم وكتب السواك علي ولم يكتب عليكم 》 . |
| —رواه البيهقي في السنن . |

### مواضع يتأكد فيها
1. عند القيام من النوم؛ لحديث في البخاري عن حذيفة قال: 《كان النبي ﷺ إذا قام من الليل يشوص فاه بالسواك》.
2. عند الوضوء للصلاة؛ لرواية سعد بن هشام، 《عن عائشة أن رسول الله ﷺ كان يوضع له وضوءه وسواكه》.
3. عند القيام إلى الصلاة؛《قال عبد الله بن حنظلة بن أبي عامر أن رسول الله ﷺ أمر بالوضوء لكل صلاة، طاهرًا كان أو غير طاهر، فلما شق ذلك عليه، أمر بالسواك لكل صلاة》.
4. عند قراءة القرآن؛ 《لقوله عليه الصلاة السلام: (السواك مطهرة للفم، مرضاة للرب).
5. عند تغير الفم.

#### أسباب تغير الفم
- عند كثرة الكلام
- طول السكوت
- شدة الجوع
- أكل ما يغير الفم من الأشياء المريحة.

### آلة السواك
- كتاب التلخيص الحبير

## السواك في العلم الحديث
جرت مجموعة من الدراسات العلمية على السواك المستخرج من شجر الأراك، بينت ما يلي:
1. اكتشاف احتواء مستخلص ذلك النبات على مواد تعادل في قوتها بعض المعقمات الفموية مثل كلورهيكسيدين غلوكونات.[8]
2. احتواء مستخلص نبات الأراك على مادة BITC، وهي مادة تمنع تأثير بعض المواد المسببة للتسوس، والمواد السامة للجينات. والجرعات العالية منها (التراكيز 133.3 نانوغرام/مل) لها تأثير مضاد فيروسي تجاه فيروس الهربس البسيط 1.[9]
3. احتواء السواك على مادة الSalvadorine القلوية، التي تعمل على زيادة إنتاج اللعاب ورفع باهاء (إنقاص حموضة) الفم.[10]
4. تأثير مضاد للجراثيم المرتبطة بالتسوس والتهاب اللثة.
5. تأثير مضاد لتشكل اللويحات على الأسنان والتي تسبب التسوس تحتها.[11]
6. وجدت دراسة أن مستخلص سواك الأراك المائي يقلل من نمو بعض الفطريات، مثل المبيضات البيض والرشاشية الصفراء Aspergillus flavus.[12]

## السواك والشركات التجارية الحديثة
بعد ظهور تأثير السواك علميًا قررت الشركات حول العالم الاستفادة من هذه التأثيرات:
- قامت شركة ليسترين المشهورة في مجال منتجات العناية بصحة الفم بإنتاج غسول فموي من خلاصة سواك الأراك.[13]
- وقامت شركة Sarakan في بريطانيا بإنتاج معجون أسنان يحتوي على مستخلص سواك الأراك.[14]
- وقامت شركة Yoni التشيكية بإنتاج السواك وبيعه بديلًا حديثًا عن فرشاة الأسنان.[15]

## وصلات خارجية
- معلومات عن شجرة الأراك أو شجرة السواك
- السواك بين الطب والأسلام